# Nirarathamnos asarifolius
Nirarathamnos asarifolius là một loài thực vật có hoa thuộc họ Apiaceae.
Đây là loài đặc hữu của Yemen.
Môi trường sống tự nhiên của chúng là vùng nhiều đá.